# Fiss
Fiss je obec v Rakousku ve spolkové zemi Tyrolsko v okrese Landeck, v blízkosti hraničního trojúhelníku Rakousko–Švýcarsko–Itálie. Žije zde 995 obyvatel.

## Geografie
Leží na tzv. Slunné náhorní plošině okolo 500 m nad úrovni údolí Oberinntal, nad řekou Inn v údolí Oberes Gericht, na krásném jižním horském svahu. Od šedesátých let 20. století se Fiss proměnilo na typickou horskou obec, která žije z turismu.
Obec leží v nadmořské výšce 1438 m. Její rozloha činí 37,7 km², z toho asi 8 % připadá na zemědělskou půdu a sady, 33,2 % jsou alpské louky a pastviny a 29,8 % pokrývají lesy. Z celkové rozlohy je 8,6 % území osídleno.

### Části obce
Obec má pouze jedeno katastrální území, jednu obec a jeden sčítací obvod Fiss. Části obce jsou: Fiss, Fisser Höfe, Kreuz, Plazör, Schöngamp a Telfeshof.

### Sousední obce
| Tobadill | Landeck | Flieẞ              |
| Kappl    |         | Ladis              |
| Serfaus  |         | Ried im Oberinntal |

## Historie
První písemná zmínka pochází z roku 1288 z listin opatství Marienberg. První známky osídlení pochází z druhého tisíciletí před naším letopočtem. V prvním tisíciletí před naším letopočtem byl Fiss dobyt Římany a začleněn do provincie Raetie. V této době to byl jeden z nejdůležitějších alpských přechodů s odbočkou přes náhorní plošinu Fiss k cestě Via Claudia Augusta. V době římské se stavěly první kamenné domy, jejichž stopy se nacházejí v domech v centru obce, které pocházejí z 16. a 17. století. Ve 13. století založili první farmy přistěhovalci z Valais.
V roce 1427 zde žilo na 250 obyvatel, nejvyšší počet 538 obyvatel bylo v roce 1841. Na konci 19. a začátku 20. století došlo k emigraci obyvatel (včetně Ameriky), takže došlo k poklesu populace na asi 300 osob.
V roce 1928 byla vybudována přístupová cesta a v letech 1939–1940 nákladní lanovka.
Po druhé světové válce se začal rozvíjet turistický ruch. Místní farmy podél klikaté cesty se velice brzy přeměnily na hotely a penzióny. A po vybudování první sedačkové lanovky a vleků nastal rozvoj zimní turistiky s rozvojem zimních sportů.

## Pamětihodnosti
- římskokatolický farní kostel svatého Jana Křtitele z roku 1448 s hřbitovem, márnicí a pohřební kaplí.
- dvě vesnické studny
- přírodní památka Gande[5]
- masopustní slavnost Blochziehen in Fiss, která je v seznamu nehmotného kulturního dědictví Rakouska vedeného UNESCO[6]

## Znak
Blason: Černo-zlatě čtvrcený štít se sluncem v pravém horním rohu a dvěma zlatými obilnými klasy v levém dolním rohu.
Znak obci byl udělen 22. ledna 1974. Slunce je symbolem slunné náhorní plošiny, na níž se obec Fiss nachází, obilné klasy odkazují na vysokohorský druh ječmene, který pochází z Fiss.